# Kabupaten Siak
Kabupaten Siak (engelska: Siak Regency) är ett kabupaten i Indonesien.   Det ligger i provinsen Kepulauan Riau, i den västra delen av landet, 1 000 km nordväst om huvudstaden Jakarta. Antalet invånare är 400 148.